# Stazione di Tsunashima
La stazione di Tsunashima (綱島駅?, Tsunashima-eki) è una stazione ferroviaria di Yokohama, nella prefettura di Kanagawa che si trova nel quartiere di Kōhoku-ku ed è servita dalla linea ● Tōyoko della Tōkyū Corporation.

## Linee
Tōkyū Corporation
● Linea Tōkyū Tōyoko

## Struttura
La stazione è costituita da sei binari passanti in viadotto, con i quattro più esterni usati per la linea Tōyoko (i due più esterni di essi sono solo per i treni in transito), e i due interni per la linea Meguro. Sono presenti due marciapiedi a isola.
| 1 | ● Linea Tōyoko |  | per Kikuna, Yokohama e, via linea Minatomirai, Motomachi-Chūkagai                                                                        |
| 2 | ● Linea Tōyoko |  | per Musashi-Kosugi, Shibuya e, via linea Fukutoshin, Ikebukuro, via linea Seibu Ikebukuro, Tokorozawa e, via linea Tōbu Tōjō, Kawagoeshi |

## Stazioni adiacenti
| «                                 | Servizio           | »                  |
| Linea Tōkyū Tōyoko                | Linea Tōkyū Tōyoko | Linea Tōkyū Tōyoko |
| --------------------------------- | ------------------ | ------------------ |
| Hiyoshi                           | Locale             | Ōkurayama          |
| Hiyoshi                           | Espresso           | Kikuna             |
| Tutti gli altri treni non fermano |                    |                    |